# Danh sách sách bị cấm bởi chính quyền
Danh sách này không đầy đủ, bạn cũng có thể giúp mở rộng danh sách.
Xuyên suốt lịch sử của loài người, sách đã từng bị cấm ở rất nhiều quốc gia trong nhiều hoàn cảnh khác nhau. Dưới đây là danh sách 10 cuốn sách bị cấm nổi tiếng nhất trong thế kỷ vừa qua.

## The Color Purple củaAlice Walker
Câu truyện kể về một cô gái trẻ người da đen tên là Celie. Nội dung cuốn sách là những bức thư cô viết cho Chúa bởi vì không còn biết viết cho ai. Celie đã bị hãm hiếp bởi cha dượng của mình, bị đánh đập bởi chồng của mình. Cuốn sách đã từng bị cấm bởi có quá nhiều chi tiết mô tả về bạo lực, tình dục, sự mâu thuẫn giữa các chủng tộc và ngay cả sự thiếu tin tưởng vào Chúa.

## I Know Why The Caged Bird Sings củaMaya Angelou
Cuốn sách là cuốn tự truyện của tác giả về những năm còn trẻ của cuộc đời mình (từ 3 tới 17 tuổi ở Stamps Arkansas). "I Know Why The Caged Bird Sings" cũng là một câu chuyện minh chứng cho việc sức mạnh và tình yêu của văn chương có thể thắng được nạn phân biệt chủng tộc và hệ quả gây ra bởi nó. Cuốn sách này đã từng bị cấm bởi có quá nhiều đoạn mô tả bạo lực, phân biệt chủng tộc, tình dục và cả những ngôn từ có phần mạnh bạo và không được trong sáng.

## Giết con chim nhạicủaHarper Lee
Được xuất bản vào năm 1960, cuốn sách đã nhanh chóng nổi tiếng và thậm chí đã đoạt giải thưởng cao quý Pulitzer. Đó là một câu chuyện xen lẫn của ngây thơ, vui vẻ, sự ấm áp và những vấn đề gai góc như nạn phân biệt chủng tộc, cưỡng bức tình dục. Đã có rất nhiều những câu hỏi về giá trị đích thực của cuốn sách khi trong đó cũng có quá nhiều những đoạn văn mô tả tình dục với ngôn từ không trong sáng, mô tả những suy nghĩ phân biệt chủng tộc không lời giải đáp. Tuy vậy, giá trị đích thực của To Kill a Mocking Bird đã dần được công nhận và đã được xuất bản tại Việt Nam.

## Thế giới mới tươi đẹp của Aldous Huxley
Được xuất bản năm 1932, cuốn sách là lời chế nhạo đối với Utopia (khái niệm về một xã hội hoàn hảo). Cho tới tận năm 1993, cuốn sách này vẫn còn bị các cơ quan kiểm duyệt ở Mỹ đặt câu hỏi bởi tính nhân văn của nó khi xã hội vẽ ra trong đó là một xã hội xấu xa không lối thoát đối với lớp trẻ.

## Một chín tám tư(1984) củaGeorge Orwell
Cũng giống như Brave New World, cuốn tiểu thuyết được xuất bản năm 1949 của Orwell đã vẽ ra một xã hội trong tương lai đầy tối tăm, không còn sự tự trọng, sự tin tưởng. Chính vì vậy, cuốn sách này đã từng bị American Library Associations cấm (và cả bởi vì những đoạn văn mô tả tình dục trong đó). Cũng chính trong cuốn tiểu thuyết này, khái niệm "Big Brother" đã ra đời. 1984 cũng đã được dựng thành phim và bộ phim này nổi tiếng không kém gì cuốn sách nguyên gốc.

## Trại súc vật(Chuyện ở Nông Trại) của Geogre Orwell
Một tác phẩm nữa của tác giả Geogre Orwell phản ánh chế độ toàn trị thông qua hình ảnh ẩn dụ những con vật ở nông trại, Trại súc vật được đánh giá rất cao trên thế giới từ độc giả cũng như các nhà học giả và được phát hành ở Việt Nam dưới tên " Chuyện ở Nông Trại " do nhà xuất bản Nhã Nam ấn hành năm 2013 nhưng sau một tháng từ thời điểm ấn hành sách đã bị thu hồi toàn bộ ở Việt Nam.

## LolitacủaVladimir Nabokov
Cuốn sách kể về cuộc tình của một người đàn ông trung niên, từng trải với cô gái trẻ mang tên Lolita (về sau, tất cả những cô gái lớn hơn tuổi của mình thường có biệt danh này). Lolita lúc đầu đã từng bị từ chối bởi 4 nhà xuất bản khác nhau ở Pháp cho tới khi được in bởi một nhà xuất bản chuyên in các truyện khiêu dâm nhưng rồi cũng bị cấm. Tiếp theo đó, Lolita đã bị cấm ở Nam Mỹ, Anh, Argentina do nội dung của mình (nhưng không bị cấm ở Mỹ). Nabokov đã từng được coi là một quái vật nhưng cũng là một người tuyệt vời, từng đốt bản thảo cuốn sách cuối cùng của mình vì không muốn mọi người đọc truyện của mình nữa. Lolita cũng đã được dựng thành phim.

## Bắt trẻ đồng xanhcủaJ. D. Salinger
Ngay khi được xuất bản vào năm 1951, cuốn sách đã leo lên bảng xếp hạng các cuốn sách bán chạy nhất liên tục trong vài tuần lễ. Cuốn sách mô tả ba ngày (chỉ ba ngày) trong cuộc đời của một cậu bé 16 tuổi đang gặp rắc rối. Bắt trẻ đồng xanh bị cấm có lẽ bởi không ai muốn cậu bé 16 tuổi có những tư tưởng chống đối người lớn này lại trở thành hình mẫu của giới trẻ. Năm 1960, cuốn sách gây xôn xao dư luận khi một hiệu trưởng đã quyết định đuổi việc tức khắc một giáo viên khi biết ông này dùng Bắt trẻ đồng xanh trong một bài giảng của mình cho học sinh lớp 11.

## Harry PottercủaJ. K. Rowling
Tập truyện này đã bị các vị phụ huynh phản đối khá nhiều do có nhiều cảnh bạo lực, giết chóc, sợ hãi và đề cao thế giới pháp thuật quá mức. Tại một vài nơi tại Anh và Mỹ, tập truyện này đã bị cấm không được đọc trong lớp, không được mượn về nhà và thậm chí đã bị đốt ở nơi công cộng. Tất nhiên, đó chỉ là một vài nơi ít ỏi trên thế giới này. Còn lại, mọi người đều cho rằng Harry Potter là nhân vật giải trí vĩ đại nhất thập kỷ vừa qua.

## CandidecủaVoltaire
Một cuốn truyện châm biếm tuyệt vời của nhà văn cổ điển người Pháp. Cuốn sách 30 chương đã kể về sự đen đủi của một chàng trai nhưng thông qua sự đen đủi này đã châm chọc tới tất cả những thế lực lúc đó: nhà thờ, triết gia, nhà cầm quyền… Cho dù bị hội đồng Geneva cấm ngay sau khi cuốn sách được xuất bản, Candide bây giờ đã được coi là một tác phẩm văn học kinh điển của những người yêu văn học.

## Những cuộc phiêu lưu của Huckleberry Finncủa Mark Twain
Cuốn sách của nhà văn nổi tiếng người Mỹ đã bị cấm bởi chính những người Mỹ chỉ sau 1 năm khi nó được xuất bản, năm 1885. Cuốn sách kể về những chuyến đi của cậu bé Huckleberry và người nô lệ đang trốn chạy Jim, được các nhà văn như Hemingway đánh giá là một hòn ngọc quý trong văn chương Mỹ. Tuy vậy, có tới hơn 200 lần các từ ngữ thô tục xuất hiện trong cuốn sách này và lúc đầu nó đã bị cấm tại nhiều nơi.